# Polygonatum geminiflorum
Polygonatum geminiflorum är en sparrisväxtart som beskrevs av Joseph Decaisne. Polygonatum geminiflorum ingår i släktet ramsar, och familjen sparrisväxter. Inga underarter finns listade i Catalogue of Life.